# 백야행 (영화)
《백야행》은 2011년 개봉된 일본의 서스펜스 영화이다. 감독은 후카가와 요시히로, 주연은 호리키타 마키, 코라 켄고. 원작의 시대 고증에 충실하고자 노력 1980년에서 1998년까지 시대에 따라 촬영 세트를 준비해, 로케는 2010년 3월부터 6월까지 약 3개월에 걸쳐 촬영을 실시하였다. 제61회 베를린 국제 영화제 파노라마 부문 공식 출품작이다.
캐치프레이즈는 〈"죽인 것은, 마음."〉

## 출연진
- 가라사와 유키호 : 호리키타 마키 (어린 시절: 후쿠모토 시오리)
- 기리하라 료지 : 코라 켄고 (어린 시절: 이마이 유키)
- 사사가키 준조 : 후나코시 에이이치로
- 사이토 아유무
- 토다 게이코
- 다나카 테츠시
- 요시미츠 료타
- 쿄 노부오
- 코이케 아야메
- 미도리 유리에
- 카와무라 료스케
- 하세가와 아이
- 나카무라 쿠미
- 아와타 우라라
- 야마시타 요리
- 미야가와 이치로타
- 쿠로베 스스무 외

## 스탭
- 감독 - 후카가와 요시히로
- 프로듀서 - 이시가키 히로유키, 코타케 사토미, 스가이 아츠시, 아쿠네 히로유키
- 어소시에이트 프로듀서 - 야마자키 마사시
- 각본 - 후카가와 요시히로, 이리에 싱고, 야마모토 아카리
- 원작 - 히가시노 케이고 (슈에이샤)
- 촬영 - 이시이 코이치
- 미술 - 이와키 난카이
- 음악 - 히라이 마미코
- 녹음 - 모리 다이스케
- 편집 - 반도 나오야
- 의상 - 오치 마사유키
- 제작 - '백야행' 제작위원회 (WOWOW, 가가 커뮤니케이션즈, 포니캐년, 토이즈 팩토리, 호리프로, 이미지 필드, 슈에이샤, 아사히 신문사)
- 제작 - 호리프로
- 프로덕션 - 이미지 필드
- 배급 - 가가 커뮤니케이션즈

## 주제가
- 타마키 - 〈야상곡〉 (토이즈 팩토리)

## 같이 보기
- 백야행
- 백야행: 하얀 어둠 속을 걷다